# Катіран-е Паїн
Катіран-е Паїн (перс. كتيران پائين) — село в Ірані, у дегестані Нагр-е Міян, у бахші Заліян, шагрестані Шазанд остану Марказі. За даними перепису 2006 року, його населення становило 186 осіб, що проживали у складі 52 сімей.

## Клімат
Середня річна температура становить 10,82 °C, середня максимальна – 30,36 °C, а середня мінімальна – -11,93 °C. Середня річна кількість опадів – 280 мм.
| Клімат поселення                              | Клімат поселення | Клімат поселення | Клімат поселення | Клімат поселення | Клімат поселення | Клімат поселення | Клімат поселення | Клімат поселення | Клімат поселення | Клімат поселення | Клімат поселення | Клімат поселення | Клімат поселення |
| Показник                                      | Січ.             | Лют.             | Бер.             | Квіт.            | Трав.            | Черв.            | Лип.             | Серп.            | Вер.             | Жовт.            | Лист.            | Груд.            |                  |
| Середній максимум, °C                         | 5,25             | 7,26             | 11,52            | 18,10            | 23,38            | 28,46            | 30,28            | 30,36            | 25,32            | 18,92            | 12,02            | 6,55             |                  |
| Середня температура, °C                       | −3,33            | −1,34            | 2,92             | 9,52             | 14,78            | 19,88            | 24,28            | 24,36            | 19,30            | 12,91            | 6,01             | 0,55             |                  |
| Середній мінімум, °C                          | −11,93           | −9,92            | −5,66            | 0,93             | 6,20             | 11,29            | 18,28            | 18,35            | 13,28            | 6,90             | 0,01             | −5,47            |                  |
| Норма опадів, мм                              | 43               | 38               | 51               | 38               | 33               | 6                | 1                | 1                | 0                | 6                | 25               | 38               |                  |
| Середньомісячна швидкість вітру, м/с          | 1.26             | 2.01             | 2.84             | 3.00             | 2.71             | 2.37             | 2.27             | 2.40             | 2.24             | 1.96             | 1.86             | 1.23             |                  |
| Середньомісячна сонячна радіація, кДж/м²·день | 9464             | 12619            | 15139            | 18371            | 22337            | 27046            | 25930            | 24122            | 21355            | 15960            | 11161            | 9188             |                  |
| --------------------------------------------- | ---------------- | ---------------- | ---------------- | ---------------- | ---------------- | ---------------- | ---------------- | ---------------- | ---------------- | ---------------- | ---------------- | ---------------- | ---------------- |
| Джерело:                                      |                  |                  |                  |                  |                  |                  |                  |                  |                  |                  |                  |                  |                  |